# کاکتوس (ترانه)
کاکتوس (به انگلیسی: Cactus) ترانه‌ای از گروه آلترنیتیو راک آمریکایی، پیکسیز است که توسط خواننده اصلی گروه، بلک فرانسیس نوشته شده است و در آلبوم روزای موج‌سوار دارد و هشتمین ترک آلبوم محسوب می‌شود. تهیه‌کنندگی این ترانه را استیو آلبینی بر عهده داشته است. این ترانه تا کنون توسط خواننده‌های دیگری از جمله دوید بویی هم بازخوانی شده است.